# Mello’day
Mello’day — студийный альбом американской певицы Аниты О’Дэй, выпущенный в 1979 году на лейбле GNP Crescendo Records. Альбом был записан при участии продюсера Леонарда Физера, трио Лу Леви и гостями — Эрни Уоттсом на духовых, перкуссионистом Паулиньо Да Костой и либо Лауриндо Алмейдой, либо Джо Диорио на гитаре.

## Отзывы критиков
| Оценки критиков                            | Оценки критиков |
| Источник                                   | Оценка          |
| ------------------------------------------ | --------------- |
| AllMusic                                   | [ 2 ]           |
| Encyclopedia of Popular Music              | [ 3 ]           |
| MusicHound Jazz: The Essential Album Guide | [ 4 ]           |
| The Rolling Stone Jazz Record Guide        | [ 5 ]           |
| The Rolling Stone Jazz & Blues Album Guide | [ 6 ]           |

Скотт Яноу из AllMusic отметил, что хотя этот альбом и не является обязательным, его стоит послушать. Рецензент журнала Billboard: «Первоклассная исполнительница на протяжении 40 лет, она находится здесь в хорошей форме. Ведь она всегда была такой». В рецензии журнала Cash Box написали: «Мисс О’Дэй слишком долго числилась среди пропавших без вести (на записи). Возраст нисколько не повлиял на её способности, и она по-прежнему использует больше возможностей, чем любая другая певица. Сдержанное сопровождение небольшой группы не мешает её посланию».
Музыкальный критик Уилл Фридуолд высказался об альбоме так: «Ближе всего к „концептуальным“ альбомам, записанным ею для Verve был Mello’day, который, как и обещает название (каким бы неуклюжим оно ни было), представляет собой набор в основном медленного, сравнительно романтичного материала, которому способствует присутствие аккомпаниатора-тяжеловеса Лу Леви за фортепиано. Я особенно восхищен её обработкой „On the Trail“, американской лёгкой классики, столь любимой бибоперами».

## Список композиций
1. «Old Devil Moon» (Йип Харбург, Бертон Лейн) — 2:53
2. «Lost in the Stars» (Максвелл Андерсон, Курт Вайль) — 3:35
3. «Meditation» (Антониу Карлос Жобин, Норман Гимбел) — 4:34
4. «You’re My Everything» (Гарри Уоррен, Джо Янг, Морт Диксон) — 3:24
5. «You Could Have Had Me Baby» (Леонард Физер) — 4:08
6. «Them There Eyes» (Масео Пинкард, Дорис Таубер, Уильям Трейси) — 3:32
7. «On The Trail» (Ферде Грофе, Джон Хендрикс) — 4:30
8. «You Cant Go Home Again» (Джалма Ферейра, Леонард Физер) — 4:13
9. «(Ah The Apple Trees) When the World Was Young» (Джонни Мерсер, Филипп-Жерар) — 3:17
10. «So Nice (Summer Samba)» (Маркус Валле, Пауло Сержо Валле, Рэй Жилберт) — 2:41
11. «Yellow Days» (Алан Бернштейн, Альваро Карилло) — 2:58
12. «Limehouse Blues» (Дуглас Фербер, Филип Брэм) — 4:01

## Участники записи
- Аранжировка, фортепиано — Лу Леви
- Бас-гитара — Харви Ньюмарк
- Гитара — Джо Диорио, Лауриндо Алмейда
- Перкуссия — Паулиньо Да Коста
- Саксофон, флейта — Эрни Уоттс
- Ударные — Джон Пул